# Elias Manoel
Elias Manoel (Campinas, 2001. november 30. –) brazil labdarúgó, a Botafogo csatára.

## Pályafutása
Manoel a brazíliai Campinas városában született. Az ifjúsági pályafutását a Grêmio akadémiájánál kezdte.
2021-ben mutatkozott be a Grêmio felnőtt keretében. A 2022-es szezon második felében az észak-amerikai első osztályban szereplő New York Red Bulls csapatát erősítette kölcsönben. Először a 2022. szeptember 1-jei, a Montréal ellen 1–0-ra megnyert mérkőzésen lépett pályára. Első góljait 2022. október 9-én, a Charlotte ellen hazai pályán 2–0-ás győzelemmel zárult találkozón szerezte meg. A lehetőséggel élve, 2023. január 30-án hároméves szerződést kötött a New York Red Bulls együttesével. 2025 februárjában a brazil Botafogo szerződtette.

## Statisztikák
2023. április 2. szerint
| Klub               | Szezon   | Osztály  | Bajnokság | Bajnokság | Kupa  | Kupa | Nemzetközi | Nemzetközi | Összesen | Összesen |
| Klub               | Szezon   | Osztály  | Meccs     | Gól       | Meccs | Gól  | Meccs      | Gól        | Meccs    | Gól      |
| ------------------ | -------- | -------- | --------- | --------- | ----- | ---- | ---------- | ---------- | -------- | -------- |
| New York Red Bulls | 2022     | MLS      | 7         | 2         | 0     | 0    | —          | —          | 7        | 2        |
| New York Red Bulls | 2023     | MLS      | 6         | 1         | 0     | 0    | —          | —          | 6        | 1        |
| Összesen           | Összesen | Összesen | 13        | 3         | 0     | 0    | 0          | 0          | 13       | 3        |

## Sikerei, díjai
New York Red Bulls
- MLS
  - Döntős (1): 2024

Botafogo
- Recopa Sudamericana
  - Döntős (1): 2025